# Остин, Карл Фрэнк
К. (Карл) Фрэнк Остин (K. (Karl) Frank Austen, род. 14 марта 1928, Акрон, Огайо) — американский иммунолог и аллерголог. Доктор медицины, профессор Гарвардской медицинской школы и его Brigham and Women's Hospital, член Национальных Академии наук (1974) и Медицинской академии (1991) США, иностранный член Лондонского королевского общества (2004).

## Биография
Отец, Карл Арнштайн (Karl Arnstein), инженер, эмигрировал из Чехословакии в США в 1924 году. Брат W. Gerald Austen — также иммунолог и профессор Гарвардской медицинской школы.
Окончил Амхерстский колледж (бакалавр, 1951).
Докторскую степень MD получил в Гарвардской медицинской школе в 1954 году.
В 1962 году организовал собственную лабораторию в Общеклинической больнице штата Массачусетс, а в 1966 году перебрался в Robert B. Brigham Hospital Гарвардской медицинской школы, где создал отдел ревматологии и иммунологии, ныне больницы Brigham and Women's Hospital этой же школы, и руководил им четверть века.
Член редколлегии PNAS, в 1968—1977 гг. ассоциированный редактор Journal of Immunology.
Член Американской академии искусств и наук (1973), American Society for Clinical Investigation (ныне эмерит), Association of American Physicians (являлся её президентом), Американской ассоциации иммунологов (1962, президент в 1977—1978 гг. и вице-президент с 1977, член совета в 1972—1976), American Academy of Allergy, Asthma, and Immunology (президент в 1981 году).
Почётный доктор Амхерстского колледжа (2000), Парижского университета, Университета Хофстра и University of Akron.
Другие награды и отличия:
- Международная премия Гайрднера (1977)
- Warren Alpert Foundation Prize[англ.] (1998)
- George M. Kober Medal[нем.], Association of American Physicians (2004)
- Carl Prausnitz Lecture, Collegium Internationale Allergologicum (2016)

В его честь Гарвардская медицинская школа и Brigham and Women's Hospital ежегодно присуждают K. Frank Austen Visiting Professorship.